# Ruisi
Ruisi – wieś w Gruzji, w regionie Wewnętrzna Kartlia. W 2014 roku liczyła 5139 mieszkańców.